# Alrune Rod
Alrune Rod war eine dänische Psychedelic-Rock-Band, die zunächst von 1968 bis 1975 existierte. Sie trat beim dänischen Rockfestival in Thy auf, das in einem Konzertfilm seinen Niederschlag fand. Fünf Studioalben erschienen, deren erste beiden Musikinhalte Julian Cope als Mischung der Stile von Pink Floyd, Van der Graaf Generator und Arthur Brown beschrieb. Auch Grateful Dead werden als Einfluss benannt.

## Geschichte
Leif Roden gründete die Band, die bald als Wegbereiter psychedelischer Klänge und künstlerisch orientierter Rockbands ihres Heimatlandes angesehen wurde. Nach einer ersten Single, Tæl aldrig i morgen med noch 1968, erschien das eigenbetitelte Album im Folgejahr, dem das bekannteste Hej du 1970 sowie Alrune Rock 1971 nachgelegt wurden. Letzteres erschien mit dänischer und englischer Gesangsspur. Die späteren drei Veröffentlichungen, die bis 1975 erschienen, konnten den Standard der bis dahin erschienenen Werke mit teilweise sehr langen (10 bis 13 Minuten dauernden) Liedern nicht halten. 1996 gab es eine Reunion der Band, die seitdem in unregelmäßigen Abständen wieder Konzerte gibt.

## Diskografie
Alben
- 1969: Alrunes Rod
- 1970: Hej du
- 1971: Alrune Rock (zwei Versionen, dänisch und englisch)
- 1972: Spredt for vinden
- 1974: 4-vejs
- 1975: Tabuta Tapes (live im Studio aufgenommen)
- 2002: Live in Aalborg
- 2005: Ragnarock – Live Norge
- 2007: ARiAB'07 (CD+ DVD)